# Аттида
Аттида (також зрідка Атфида, дав.-гр. Ἀτθὶς) — персонаж давньогрецької міфології, дочка царя Краная і Педіади.
Кранай був одним з перших царів Аттики. З Педіадою мав трьох дочок, наймолодша Аттида померла молодою, хоча за твердженням Платона вона встигла народити Еріхтонія. Батько назвав свою країну «Аттика» на честь її.